# Santa Cruz de Campezo
Santa Cruz de Campezo (en euskera Santikurutze Kanpezu, oficialmente Santa Cruz de Campezo/Santikurutze Kanpezu) es un concejo del municipio de Campezo, en la provincia de Álava, España. 

## Localización
Situada a orillas del río Ega ocupa un emplazamiento estratégico de unión de viejos caminos: el que desde Treviño, por el cauce del río Ayuda, llegaba a Estella y los que seguían los cursos de los ríos Ega e Inglares.

## Despoblados
Forman parte del concejo los despoblados de:
- Bercejón.[2]
- Ibernalo.[3]
- Piédrola.[4]

## Historia
- 75.000 a. C. En 1924 el arqueólogo Paul Werner halló unas cuarcitas talladas en una terraza del río Ega, a su paso por Zúñiga, que denotan la presencia de hombres de Neanderthal en el valle.
- ~500 a. C. La tribu indoeuropea de los berones se asienta en Campezo, al igual que en la mayor parte de La Rioja y el extremo sud-occidental de Tierra Estella
- 100 a. C. - V Colonización romana, muy fuerte en La Rioja y la Llanada alavesa. Calzadas Inglares-Ega, valle de Arana. Restos de Angostina, Quintana, etc.
- s. IV - V A la caída de Roma y con la posterior inmigración de pueblos germanos a la península (suevos, alanos y vándalos), en toda la cornisa cantábrica empiezan a proliferar los fundi (villas rústicas), como formas de asentamiento alternativas a las urbes (Veleia/Iruña). Este puede ser el origen de muchas de las villas, Antoñana, Orbiso, Santa Cruz.
- s. V - VI El reino visigodo de Toledo ejerce poca influencia en la zona. Época de precariedad durante la que se organizan las bagaudes, facciones de campesinos empobrecidos que se dedican al saqueo de las zonas más ricas del valle del Ebro. Leovigildo (568-586) realizó una serie de campañas de sometimiento. También en este siglo el monje San Millán de la Cogolla fundó un cenobio de La Rioja, con el fin de afianzar la evangelización de las tierras paganas circundantes. El limes visigodo se establece al sur de Codés, por toda la sierra de Cantabria, enlazando con los montes Obaranes. Calahorra se constituye en un núcleo fronterizo importante.
- s. VII Pequeñas comunidades cristianas, cenobios y eremitas rupestres (Faido). Algunos historiadores (Landázuri) datan la presencia de San Fausto en este siglo. El rey Wamba realiza una incursión para someter a los vascones (673).
- s. VIII-IX Rodrigo (672-711) realiza varias incursiones en la zona. Tras la conquista árabe (714), el valle se convierte en ruta de las aceifas de los árabes (procedentes del valle del Ebro, Zaragoza yTudela) contra la Llanada, lugar destacado de abastecimiento y marca fronteriza de la monarquía astur-cántabra.
- Siglo XII: a partir de este siglo, empieza a ser citada en las fuentes históricas como una importante plaza de armas del reino de Navarra.
- 1204. Julio Valdeón Baruque recoge en Historia 22: 48-53 del testamento de Alfonso VIII, fechado el 8 de diciembre de 1204, la siguiente cita:

Prometo también que, Si Dios me da salud, restituiré al rey de Navarra todo lo que tengo desde Ponte de Araniello hasta Fuenterrabía y los castillos de Buradón, de San Vicente de Toro, de Marañón, de Alcázar, de Santa Cruz de Campezo, de la villa de Antoñana y el castillo de Atauri y de Portilla de Corres.
- 1256 A comienzos del siglo XIII pasó a la corona de Castilla, y recibe el fuero de Logroño en 1256 por parte de Alfonso X. La importancia estratégica del enclave queda patente si se observa el trazado de la divisoria provincial. El eje Santa Cruz - Orbiso interrumpe la conexión Zúñiga - Genevilla; defiende por el sur el valle de Arana (Contrasta); e impide el acceso hacia la Llanada por las cuencas del Izki (Bujanda-Corres) y del Berrón (Antoñana-Azáceta-Gauna).
- 1368 Por el breve espacio de una década pertenece nuevamente al reino de Navarra.
- 1377 Vuelve a Castilla, bajo el reinado de don Enrique de Trastámara quien otorga el señorío y jurisdicción a Ruy Díaz de Rojas.
- 1556 Pasa a pertenecer a la casa de los Mendoza, Condes de Orgaz.

Hacia mediados del siglo XIX, el lugar, por entonces con ayuntamiento propio, tenía contabilizada una población de 753 habitantes. Aparece descrito en el quinto volumen del Diccionario geográfico-estadístico-histórico de España y sus posesiones de Ultramar de Pascual Madoz con las siguientes palabras:

CAMPEZO (Sta. Cruz de): v. con ayunt. en la prov. de Alava (6 leg. á Vitoria), part. jud. de Laguardia (5), aud. terr. de Burgos (23), c. g. de las prov. Vascongadas, dióc. de Calahorra (14): sit. á la der. del r. Ega, en una hermosa y agradable llanura bajo la elevada montaña de Ibar, donde la combaten principalmente los aires del E., y goza de clima bastante sano, aunque algo propenso á pulmonias y afecciones de vientre. Reune 133 casas, la municipal, cárcel, un horno de pan cocer, varias tiendas de abaceria y otros géneros de consumo, y escuela de primeras letras frecuentada por 107 niños de ambos sexos, cuyo maestro tiene 1,497 rs. de sueldo anual. Tambien hay una parr. dedicada á la Asuncion de Ntra. Señora, servida por un capitulo de 6 beneficiados, de los cuales uno es cura amovible á voluntad del ob.; el edificio, uno de los mejores de su clase en esta prov., se halla embellecido con una espaciosa graderia de piedra bien trabajada en el átrio de la fachada principal: varias reliquias se veneran en dicha igl., entre las que, se dice, hay una cabeza de las 11,000 vírgenes, un brazo de Sta. Ursula, otro de los Stos. Macabeos y otro de San Vital; y dos ermitas, tituladas el Sto. Cristo, sit. dentro de la v., y la Virgen de Ibernalo, en una altura y parage llamado los Carrascales. Para surtido del vecindario existen 2 fuentes de buenas aguas, y para recreo de los mismos algunos paseos sin arbolado, pero bastante agradables, en las cercanias del pueblo. Confina el térm. N. Oteo (1 1/2 leg.), E. Nazar (part. jud. de Estella, prov. de Navarra (2 leg.); S. Zúñiga, del mismo part., (1 1/2), y O. Antoñana (1 1/4). Hácia el N., y debajo de la encumbrada peña de Hornillos, se encuentra el conv. que perteneció á los frailes franciscanos de la prov. de Cantabria, con la denominacion de San Julian de Piedrola, por haberse fundado en el ant. y distinguido solar de este nombre, cuya existencia consta de varios instrumentos, particularmente del privilegio llamado de la entrega voluntaria de la prov. de Alava, al rey D. Alonso XI en 2 de abril de 1332, en que se hace mencion del solar de Piedrola, concediéndole varias exenciones. Don Lope de Rojas y Lara hizo donacion en dicho solar á favor de los religiosos menores, como se refiere en la bula de Sixto V, espedida en junio de 1484, confirmada por otra de Inocencio VIII en el mismo año, en la cual se da comision á D. Juan Cenicero, abad del monast. de Herrera, pra que verificase las preces del guardian y freires de Sta. Maria de los Angeles de Piedrola, autorizase esta fundacion, dándoles las compulsas necesarias de dichas bulas, como se ejecutó en 8 de agosto de 1486. El espresado r. Ega dirigiendo su curso de O. á E., baña el térm. y pasa muy cerca de la v. por la parte del N., donde se le reunen los riach. que bajan de Genevilla y Sabando: sus aguas crian abundancia de truchas asalmonadas, que aunque pequeñas, son muy sabrosas. Tambien brotan en distintos parages manantiales frescos y esquisitos, los que contribuyen á la fertilidad del suelo y á la mayor comodidad de los hab. El terreno participa de monte y llano, comprendiendo el destinado á labor que es de buena calidad; los montes son de mucha estension, y se hallan muy poblados de encinas, robles, hayas, bojes, borrubiste, chopos, avellanos, y distintos arbustos, con escelentes yerbas de pasto. Los caminos dirigen á Vitoria, Logroño, Estella, Laguardia y otras pobl., son carretiles y se conservan en buen estado. El correo se recibe de Logroño una vez á la semana, por balijero, pagado del fondo de propios. prod.: trigo, centeno, cebada, avena, maiz, patatas, alubias, lentejas, garbanzos, habas, arvejas, hortaliza y frutas; se cria ganado vacuno, asnal, mular, de cerda, lanar y cabrío; y hay caza de liebres, conejos, perdices, palomas torcaces, y otras aves de paso. ind. y comercio: ademas de la agricultura y ganaderia, hay un molino harinero con 2 piedras, y los hab. se dedican á la fáb. de cucharas de palo, husos, molinillos, brocales, botanas, ruecas, morteros, y muchos otros utensilios de esta clase, reduciéndose las especulaciones comerciales á la esportacion de frutos y géneros sobrantes, é importacion de comestibles y géneros de vestir, de Logroño, Bilbao, Vitoria y Estella. pobl.: conforme á datos oficiales, 96 vec., 465 alm., y con arreglo á noticias particulares 166 vec., 753 alm. riqueza y contr. (V. Alava intendencia.)
(Madoz, 1846, pp. 351-352)

En la actualidad, pertenece al municipio de Campezo. En 2022, la entidad singular de población tenía empadronados 822 habitantes y el núcleo de población, 798.

## Demografía
| Gráfica de evolución demográfica de Santa Cruz de Campezo entre 1842 y 1960 |
| |
| Población de derecho según los censos de población del INE Población de hecho según los censos de población del INEEn este censo se denominaba Campezo: 1842 Entre el censo de 1970 y el anterior, este municipio desaparece porque se agrupa en el municipio 01017 (Campezo) |

| Gráfica de evolución demográfica de Santa Cruz de Campezo entre 2000 y 2017 |
|                                                                             |
| Población de derecho según los censos de población del INE.                 |

## Gastronomía
En Santa Cruz de Campezo está ubicado el restaurante Arrea!, el cual esta galardonado con dos soles de la Guía Repsol, una Estrella Michelin y una Estrella Michelin verde. Según la página web del restaurante: "Arrea! es el concepto gastronómico que se desarrolla en pleno corazón de la Montaña Alavesa y que supone la vuelta de Edorta Lamo a sus raíces más crudas, duras y salvajes. Raíces que toma como referencia para practicar una gastronomía de estilo propio fuertemente local y autóctona que invoca personalidad, cultura y costumbres locales."

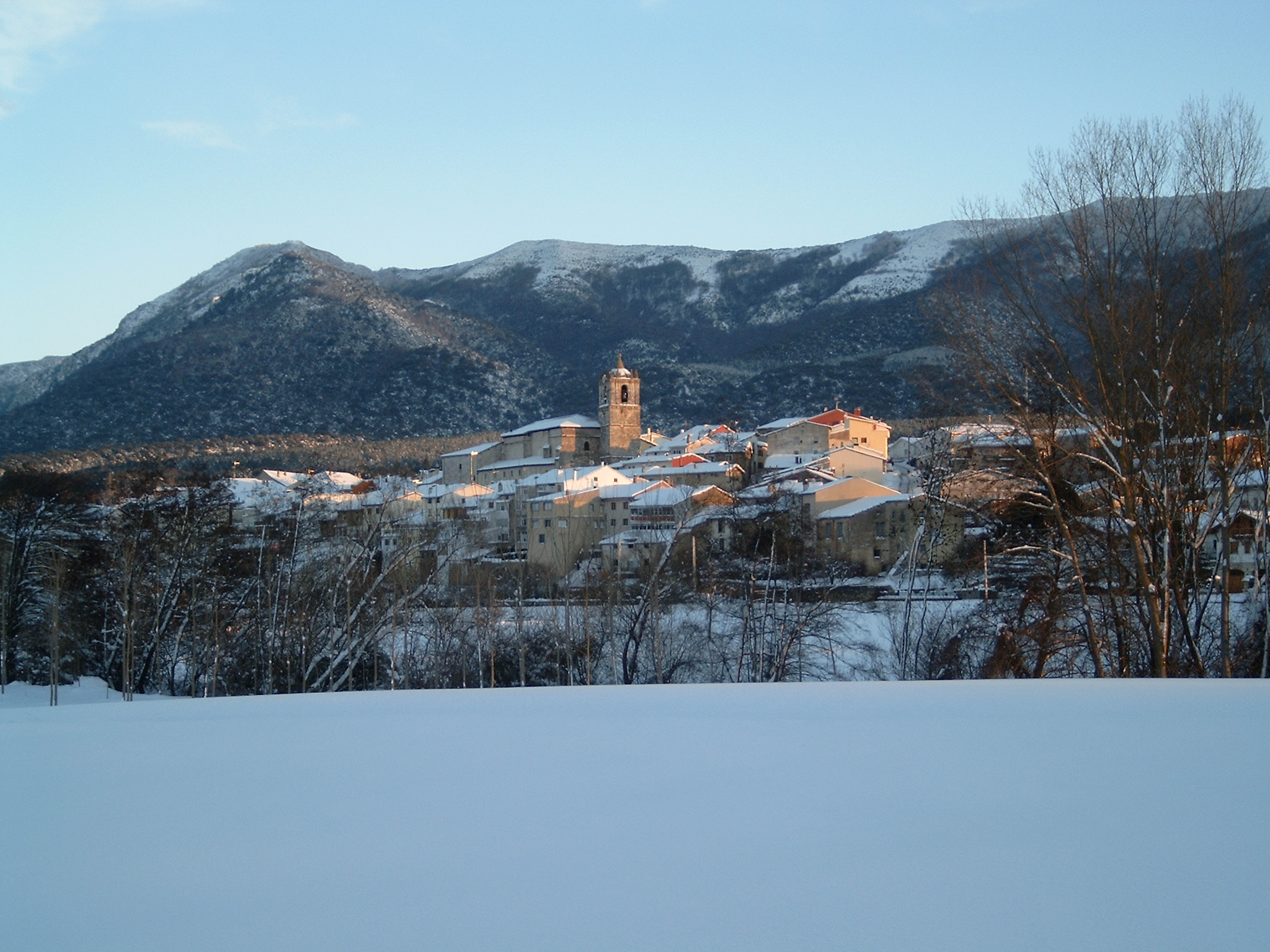
Nevada de enero de 2005

## Monumentos
- Por Santa Cruz de Campezo pasaba el antiguo ferrocarril de vía estrecha, el Vasco-navarro o trenico, que llevaba de Vitoria a Estella. El edificio de la antigua estación fue demolido ya que se encontraba en ruinas.[14][15]
- Iglesia de la Asunción de Nuestra Señora